# Half Way Tree
Half Way Tree es la capital de la parroquia de Saint Andrew, en el norte de Jamaica, dentro del Condado de Surrey ubicándose en el este del territorio jamaiquino.

## Población
La población de esta ciudad jamaicana es de 18.139 personas, según las cifras que arrojaron el censo llevado a cabo en el año 2010.